# Quercus infectoria
Quercus infectoria és una espècie de roure que pertany a la família de les fagàcies i està classificat dins de la secció Cerris. Quercus infectoria creix a l'Àsia Menor (Iraq, Kurdistan, Turquia), Xipre, Grècia, i es va introduir a Europa el 1822.

## Morfologia

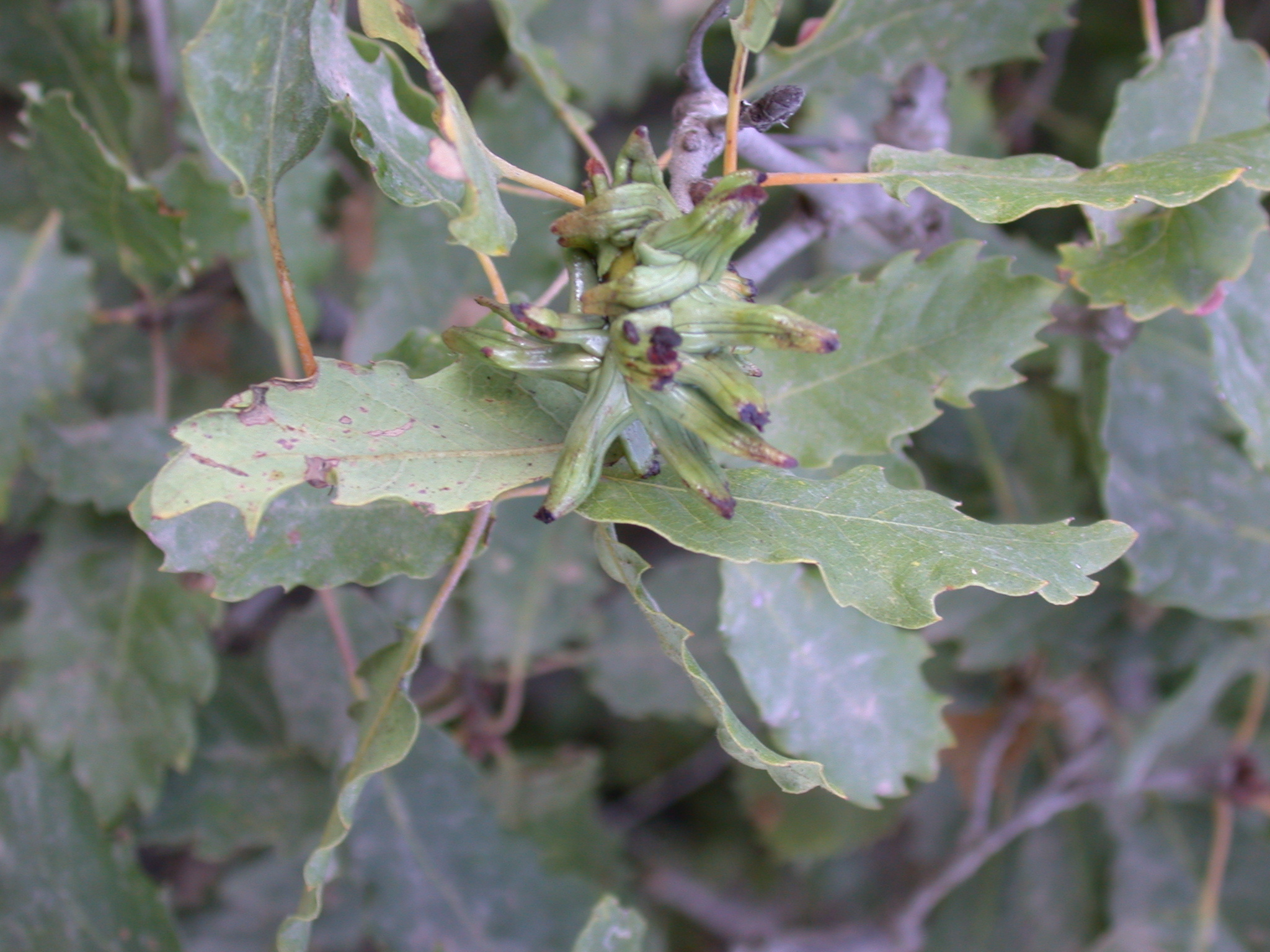
Fulles de Quercus infectoria amb agalles, al mont Meron, Alta Galilea, Israel

Pot arribar als 5-6 m d'alçada, sovint arbust petit de menys de 2 m d'alt. L'escorça grisa i escamosa, estriada, i les branquetes amb fulles caduques pubescents. Les fulles 3-8 x 1,5-5 cm, semiperennes, coriàcies, oblongues, base arrodonida de vegades cordada; àpex obtús, marge dentat 4-9 parells de dents) o crenat-dentada sovint ondulat o lobulat rarament, sense pèl, brillant per sobre, més pàl·lid per sota o glauc, glabre o amb alguns pèls estrellats, en realitat molt polimorfes, fulles a la base de les branques solen ser senceres, 5-11 parells de venes, les venes intercalars presents; pecíols cilíndrics d'1 cm de llarg. Les flors són monoiques (flors individuals masculines o femenines, però tots dos sexes es troben a la mateixa planta) i són pol·linitzades pel vent. Les glans són solitàries o en parells, són mucronades, ovoides allargades, 2-3,5 cm de llarg, 1,8 cm de diàmetre, glabres, de color marró clar brillant, peduncle, sempre que el pecíol, amb una cúpula que ocupa 1/3 a 1/5, hemisfèrica o subcònica de 0,7-1 cm d'alt x 1,5-1,8 cm de diàmetre, amb lanceolades, adprès, escates tomentoses.

## Ecologia
Quercus infectoria creix a 1.800 m sobre el nivell del mar. Prefereix sòls pesats (argilosos) i amb un pH adequat (sòls àcids, neutres i bàsics "alcalins"). Pot créixer en semiombra (llum de boscos) però no tolera l'ombra. Prefereix sòls humits. Tolera els forts vents i a les gelades, però no a l'exposició marítima.

## Usos
L'escorça i les glans dits nous d'agalla són astringents S'utilitzen en el tractament d'Intertrigen, impetigen i èczema. Qualssevol agalles produïdes en l'arbre són fortament astringents i es poden utilitzar en el tractament d'hemorràgies, diarrea crònica, disenteria, etc.
La tinta es fa de les agalles riques en taní. Les agalles són causats per l'activitat de la mosca Cynipid Cynips tinctoria. Les agalles contenen 36-58% de taní. Un extracte de les agalles es barreja amb sulfat ferrós juntament amb una goma i el colorant per tal de fer la tinta.